# Réal Ménard
Pour les articles homonymes, voir Ménard.
 (septembre 2014).
Si vous disposez d'ouvrages ou d'articles de référence ou si vous connaissez des sites web de qualité traitant du thème abordé ici, merci de compléter l'article en donnant les références utiles à sa vérifiabilité et en les liant à la section « Notes et références ».
Réal Ménard, né en 1962, est un homme politique canadien. Il a été député à la Chambre des communes du Canada sous la bannière du Bloc Québécois de 1993 à 2009. Il œuvre depuis sur la scène politique municipale montréalaise.

## Biographie
Réal Ménard est né le 13 mai 1962 dans le quartier Hochelaga-Maisonneuve à Montréal, Québec, Canada.
Il a fréquenté l'école primaire Sainte-Jeanne-D'Arc et l'école secondaire publique Saint-Émile. Il poursuivra des études universitaires à l'Université de Montréal. Il y obtient un baccalauréat en histoire et plus tard une maîtrise en science politique. Il a aussi obtenu un certificat d’études supérieures en éthique municipale à l’Université Saint-Paul d'Ottawa et une licence en droit à l’Université d’Ottawa.
Durant ses études collégiales il travaille comme journalier dans un entrepôt de chaussures d'une grande chaîne commerciale. Parallèlement, en 1984, il est élu président local du Parti québécois de la circonscription de Hochelaga-Maisonneuve.
En 1984 il fait connaissance avec la politique active alors qu'il se présente pour le petit parti fédéral qu'est le Parti nationaliste du Québec dans la circonscription de Hochelaga-Maisonneuve.
En 1988 il devient attaché politique de la députée provinciale Louise Harel ce qui le contraint à céder la présidence locale du Parti québécois. En 1991, il fonde la section locale du parti politique fédéral militant pour l'indépendance du Québec, le Bloc québécois. En 1992, il est choisi comme candidat pour le Bloc québécois au scrutin fédéral et il abandonne son poste d'attaché politique au bureau de Louise Harel. Il est élu lors de l'élection de 1993 et il devient un député important au sein du caucus du parti. Son orientation homosexuelle en fait également un défenseur des gais et lesbiennes québécois et il est régulièrement associé à différents dossiers associés à cette communauté.
Le 26 juin 2009, il a annoncé son intention de quitter la scène politique fédérale pour se consacrer avec Louise Harel à la politique municipale montréalaise. Il est élu maire de l'arrondissement Mercier–Hochelaga-Maisonneuve lors de l'élection municipale montréalaise de novembre 2009 avec l'équipe de Vision Montréal. Il a été réélu maire de cet arrondissement en novembre 2013 avec une minorité moindre qu'en 2009. Cette fois ci, il s'est présenté sous la bannière de Coalition Montréal. Il est ensuite nommé responsable de l'Environnement et des Parcs au sein du Comité excécutif de la Ville de Montréal par Denis Coderre, le 18 novembre 2013. Il perd les élections municipales de Mercier Hochelaga-Maisonneuve le 5 novembre 2017 dans la vague de défaite de l'équipe Coderre, qui est liée au comportement électoral erratique et impulsif qui marque la politique québécoise.[réf. nécessaire]

### Responsabilités à la mairie de Mercier--Hochelaga-Maisonneuve
- Responsable de l'Environnement et des Parcs sous l'administration Coderre (2013-2017)

- Responsable des Transports sous les administrations Applebaum et Blanchard (2012-2013)
- Membre du comité consultatif sur l'avenir du parc olympique (Régie des installations olympiques)
- Vice-président de la commission permanente de la sécurité publique (Conseil d'agglomération de Montréal)
- Président du comité de sécurité urbaine
- Président du comité olympique
- Président du comité loisirs, environnement et développement durable
- Membre du comité de toponymie
- Membre suppléant du comité consultatif d'urbanisme
- Membre d'office de tous les comités d'arrondissement
- Membre du conseil d'administration de la Corporation de développement de l'Est (CDEST)

### Cheminement politique au sein du Bloc québécois
- Porte-parole du Bloc québécois pour la Stratégie nationale sur le sida (depuis 1993)
- Porte-parole de l’Opposition officielle en matière de Travail (1993-1997)
- Coauteur de la plate-forme électorale du Bloc québécois (1997)
- Porte-parole du Bloc québécois pour les dossiers de la Grande région de Montréal, du logement social et des relations avec les partenaires (1997-1999)
- Porte-parole du Bloc québécois en matière de Citoyenneté et Immigration et membre du Comité permanent de la citoyenneté et de l’immigration (1997-1999)
- Membre du Comité parlementaire sur le crime organisé (2000)
- Porte-parole du Bloc québécois en matière de Santé et membre du Comité permanent de la santé (1999 à 2006)
- Porte-parole du Bloc québécois pour les dossiers de la Grande région de Montréal (depuis 2001)
- Porte-parole du Bloc québécois pour les questions touchant la Justice et le Procureur général du Canada (depuis 2006)

### Cheminement politique général
- Vice-président du Service à l’habitation Hochelaga-Maisonneuve (1992-1993)
- Premier parlementaire à déposer un projet de loi antigang à la Chambre des communes en 1995
- Président de l’Atelier d’histoire Hochelaga-Maisonneuve (1984-1993)
- Président fondateur du Bloc québécois de Hochelaga-Maisonneuve (1991)
- Membre du conseil d’administration des Hébergements Humano (1990)
- Vice-président du Comité national des jeunes du Parti québécois (1987-1988)
- Président du Parti québécois de Hochelaga-Maisonneuve (1984-1987)